# Лейк-Андес (Південна Дакота)
Лейк-Андес (англ. Lake Andes) — місто (англ. city) в США, в окрузі Чарлз-Мікс штату Південна Дакота. Населення — 710 осіб (2020).

## Географія
Лейк-Андес розташований за координатами 43°9′20″ пн. ш. 98°32′12″ зх. д. / 43.15556° пн. ш. 98.53667° зх. д. (43.155521, -98.536706).  За даними Бюро перепису населення США в 2010 році місто мало площу 2,13 км², з яких 2,08 км² — суходіл та 0,06 км² — водойми. В 2017 році площа становила 1,99 км², з яких 1,93 км² — суходіл та 0,06 км² — водойми.

## Демографія
Згідно з переписом 2010 року, у місті мешкало 879 осіб у 316 домогосподарствах у складі 195 родин. Густота населення становила 412 осіб/км².  Було 361 помешкання (169/км²).
Расовий склад населення:
| - 52,7 % — корінних американців - 40,8 % — білих - 0,1 % — чорних або афроамериканців - 0,1 % — азіатів |

До двох чи більше рас належало 6,1 %. Частка іспаномовних становила 2,8 % від усіх жителів.
За віковим діапазоном населення розподілялося таким чином: 32,1 % — особи молодші 18 років, 49,2 % — особи у віці 18—64 років, 18,7 % — особи у віці 65 років та старші. Медіана віку мешканця становила 33,8 року. На 100 осіб жіночої статі у місті припадало 91,9 чоловіків;  на 100 жінок у віці від 18 років та старших — 86,0 чоловіків також старших 18 років.
Середній дохід на одне домашнє господарство  становив 38 401 долар США (медіана — 28 167), а середній дохід на одну сім'ю — 37 958 доларів (медіана — 27 868). Медіана доходів становила 29 853 долари для чоловіків та 29 375 доларів для жінок. За межею бідності перебувало 36,1 % осіб, у тому числі 47,4 % дітей у віці до 18 років та 23,3 % осіб у віці 65 років та старших.
Цивільне працевлаштоване населення становило 265 осіб. Основні галузі зайнятості: освіта, охорона здоров'я та соціальна допомога — 37,7 %, роздрібна торгівля — 16,2 %, публічна адміністрація — 14,7 %.